# Phyllostomus discolor
Phyllostomus discolor é uma espécie de morcego da família Phyllostomidae. Pode ser encontrada na América Central e na América do Sul, possuindo grande abrangência. É uma espécie onívora.

## Descrição
Trata-se de espécie relativamente robusta. Os adultos variam de 8 a 11 centímetros (3,1 a 4,3 pol) de comprimento total, com uma envergadura média de 42 centímetros (17 pol). Os machos são significativamente maiores do que as fêmeas, pesando em média 45 gramas (1,6 oz), em comparação com 40 gramas (1,4 oz). O pelo é variável em sua coloração e pode variar de um marrom amarelado claro a um tom muito mais escuro, quase preto, na maior parte do corpo. O peito e a barriga são muito mais claros, variando de quase branco a cinza fosco.
As asas são grandes, com pontas arredondadas. O uropatágio é grande, estendendo-se até os tornozelos, e tem cerca de três vezes o comprimento da cauda, cuja ponta se projeta da superfície superior da membrana. O rosto é largo, com focinho curto e crânio arredondado. As orelhas também são largas e longas o suficiente para alcançar a ponta do focinho quando projetadas para frente. Os homens têm um grande saco glandular na região da garganta, quase totalmente ausente nas fêmeas. Possui 32 dentes.

## Distribuição e habitat
A espécie pode ser encontrada desde o sul do México ao norte do Peru, Bolívia e Paraguai e ao sudeste do Brasil. Relatos de sua ocorrência no extremo norte da Argentina são controversos, sendo baseados em apenas um único espécime, que foi posteriormente perdido. Habita florestas de várzea e áreas agrícolas, em altitudes de até 610 metros (2 000 pé). Duas subespécies são atualmente reconhecidas, embora se questione se são ou não genuinamente distintas:
- Phyllostomus discolor discolor - maior parte da Colômbia, no leste do Ecuador, na Venezuela, nas Guianas, na Bolívia, no Peru, no Paraguai e no Brasil;[5]
- Phyllostomus discolor verrucosus - no México, na América Central, na Colômbia, no oeste do Ecuardor e nos Andes.[5]

## Dieta e comportamento
Trata-se de uma espécie noturna, que passa o dia empoleirada em árvores ocas ou na boca de cavernas.</ref> Também habita construções humanas. Vivem em colônias de até 400 indivíduos. Dentro de cada colônia, agrupam-se em grupos menores, que são todos machos ou consistem em um único macho reprodutor e até 15 fêmeas. A composição desses haréns varia, com as fêmeas movendo-se entre grupos diferentes em resposta às exibições dos machos. As fêmeas que convivem em determinado harém costumam cuidar umas das outras, mas são agressivas com as de fora.
São onívoros, com uma parte substancial de sua dieta consistindo de néctar, pólen e flores. Ao visitar flores, são considerados importantes polinizadores, sendo uma espécie polinizadora de mais de 30 espécies de plantas na América do Sul, especialmente de árvores soari. Embora a maioria dos relatos concorde que se alimentam principalmente de néctar e outros materiais vegetais, em algumas partes de seu alcance, os insetos podem ser uma fonte de alimento mais significativa. Em alguns casos, podem se alimentar de néctar durante a estação seca e mudar para insetos, como besouros, percevejos, moscas e mariposas, durante a estação chuvosa.
Enquanto forrageando, costumam viajar em grupos de até 12 indivíduos, voando em fila única e revezando-se para visitar as flores. Uma de suas características notáveis é a de aparentemente ser capaz de julgar a forma dos objetos a partir dos ecos refletidos de uma maneira que independe do tamanho do objeto. Esta habilidade pode ser difundida entre os morcegos ecolocalizadores, mas nesta espécie esta faculdade e está bem documentada. O ruído de fundo, no entanto, parece atrapalhar o reconhecimento de objetos baseados na ecolocalização da espécie. Possuem um repertório vocal incomumente complexo, com até 20 chamados diferentes, semelhante ao de muitos primatas não humanos. Além da comunicação vocal, os machos também marcam com cheiro seus locais de descanso usando as glândulas da garganta, e ambos os sexos são capazes de reconhecer machos específicos apenas pelo cheiro.

## Reprodução
O acasalamento ocorre principalmente dentro dos grupos que compõem o harém, embora as fêmeas possam às vezes ser perseguidas por machos não pertencentes ao harém. A temporada de acasalamento, se houver, é variável em toda a área de alcance dos morcegos, sendo restrita ao verão na Guatemala, mas aparentemente ocorre o ano todo no Brasil. O período de gestação também pode ser variável.
Os jovens nascem quase sem pelos, embora já tenham vibrissas e alguns pelos nos membros e uropatágio. A mãe inicialmente carrega os filhotes consigo enquanto forrageia, mas depois de alguns dias, começa a deixá-los no poleiro, onde outros adultos do harém toleram sua presença e os filhotes podem até se agarrar ao harém macho. São capazes de voar com cinco a seis semanas de idade e estão totalmente desmamados aos três meses. Morcegos jovens fazem pedidos de socorro ultrassônicos se separados dos adultos.